# 化石魚類の一覧
化石魚類の一覧（かせきはぎょるいのいちらん）とは、魚類の絶滅した属の一覧である。ただし知られている全属を網羅しているわけではない。
注意
- 50音順とする。
- 無効名、疑問名も載せる。
- シノニムの右側には「→」を挟んで正式な属名を記入する。
- 日本語での表記揺れが存在する場合も「→」で一般的な表記へ誘導する。

以下、「名前」-「生息年代」、「主な産出国」、「分類」の順
| 目次 | 目次 | 目次 | 目次 | 目次 | 目次 | 目次 | 目次 | 目次 | 目次 | 目次 |
| ---- | ---- | ---- | ---- | ---- | ---- | ---- | ---- | ---- | ---- | ---- |
| わ   | ら   | や   | ま   | は   |      | な   | た   | さ   | か   | あ   |
|      | り   |      | み   | ひ   |      | に   | ち   | し   | き   | い   |
| を   | る   | ゆ   | む   | ふ   |      | ぬ   | つ   | す   | く   | う   |
|      | れ   |      | め   | へ   |      | ね   | て   | せ   | け   | え   |
| ん   | ろ   | よ   | も   | ほ   |      | の   | と   | そ   | こ   | お   |

## あ
- アカントーデス - 石炭紀からペルム紀、ヨーロッパ・アフリカなど、棘魚類[1]
- アクイロラムナ - 白亜紀、メキシコ、軟骨魚類[2]
- アクセルロディクティス - 白亜紀、ブラジル、肉鰭類[3]
- アクモニスティオン（英語版） - 石炭紀、イギリス、軟骨魚類[4]
- アステロレピス - デボン紀、ラトビア、板皮類[5]
- アストラスピス - オルドビス紀、北米、無顎類[6]
- アスピドリンクス - ジュラ紀から白亜紀、南極・ヨーロッパ、条鰭類[7]
- アテレアスピス - シルル紀、イギリス、無顎類[8]
- アマクサイクチス - 白亜紀、日本、条鰭類[9]
- アランダスピス - オルドビス紀、オーストラリア、無顎類[10]
- アンドレオレピス - シルル紀、エストニア・スウェーデン・イギリス、条鰭類[8]

## い
- イケチョアミア - 条鰭類[11]
- イスクナカンサス - デボン紀、イギリス・カナダ、棘魚類[12]
- イニオプテリクス - 石炭紀、アメリカ、軟骨魚類[1]

## え
- エウステノプテロン - デボン紀、イギリス・カナダ、肉鰭類[13]
- エキノキマエラ - 石炭紀、アメリカ、軟骨魚類[1]
- エリヴァスピス（英語版） - デボン紀、イングランドほか、無顎類[14]
- エルピストステゲ（英語版） - デボン紀、カナダ、肉鰭類[15]
- エンテログナトゥス（英語版） - シルル紀、中国、板皮類[16]

## お
- オステオレピス - デボン紀、インド・イラン・イギリスなど、肉鰭類[12]
- オンコプリスティス - 白亜紀、アフリカ、軟骨魚類[17][18]

## か
- カトゥルス - ジュラ紀から白亜紀、ドイツ・西アフリカ、条鰭類[7]
- カリシナカントス（英語版） - 石炭紀、ロシア、棘魚類[19]

## き
- キロバータス（英語版） - 白亜紀、レバノン、軟骨魚類[20]

## く
- グイユ（英語版） - シルル紀、中国、肉鰭類[21]
- クシファクティヌス→シファクティヌス
- クセナカンサス - デボン紀からペルム紀、世界各地、軟骨魚類[12]
- クテヌレラ - デボン紀、ドイツ・オーストラリア、板皮類[22]
- クラドセラケ - デボン紀、アメリカ、軟骨魚類[12]
- グリフォグナサス（英語版） - デボン紀、オーストラリア、肉鰭類[23]
- クリマティウス - シルル紀・デボン紀、イギリス・カナダ、棘魚類[8]
- クレイスロレピス - 三畳紀、オーストラリア・ヨーロッパ・南米など、条鰭類[24]
- クレトクシリナ - 白亜紀、北アメリカ、サメ[25]
- クレトダス（英語版） - 白亜紀、世界各地、軟骨魚類[26]

## け
- ケイラカントス（英語版） - デボン紀、イギリス、棘魚類[27]
- ケイロレピス - デボン紀、イギリス・カナダ、条鰭類[12]
- ケファラスピス - デボン紀、イギリス・ノルウェー、無顎類[28]
- ゲムエンディナ - デボン紀、ドイツ、板皮類[22]
- ケンイクチス（英語版） - デボン紀、中国、肉鰭類[29]

## こ
- コエラカントゥス - ペルム紀から三畳紀、ドイツ、肉鰭類[30][31]
- コッコステウス - デボン紀、イギリス・ロシア・アメリカ、板皮類[22]
- コノドント - オルドビス紀、世界各地、無顎類[6]
- コベロドゥス - 石炭紀、アメリカ、軟骨魚類[1]

## さ
- サウリクチス - 三畳紀、世界各地、条鰭類[24]
- サカバンバスピス - オルドビス紀、ボリビア、無顎類[6]

## し
- シーラカンタス→コエラカントゥス
- シナミア - 白亜紀、中国、条鰭類[11]
- シファクティヌス - 白亜紀、オーストラリア・ヨーロッパ・北米、条鰭類[32]
- シャマミア（英語版） - 条鰭類[11]
- ジャモイティウス→ヤモイティウス
- シュードメガカスマ（英語版） - 白亜紀[26]、ロシア・アメリカ、軟骨魚類
- シュユ（英語版） - シルル紀、中国、無顎類[33]

## す
- スカウメナキア（英語版） - デボン紀、カナダ、肉鰭類[34]
- スクアリコラックス - 白亜紀、北米、軟骨魚類[25]
- ステタカントゥス - デボン紀から石炭紀、ヨーロッパ・北米、軟骨魚類[3]

## せ
- セファラスピス→ケファラスピス
- ゼナスピス（英語版）[33] - デボン紀、ヨーロッパ、無顎類

## た
- タラシウス - 石炭紀、イギリス、条鰭類[35]
- ダルトムティア - シルル紀、エストニア、無顎類[36]
- ダンクルオステウス - デボン紀、モロッコ・ベルギー・ポーランド・アメリカ、板皮類[22]

## て
- ティクターリク - デボン紀、カナダ、肉鰭類[37]
- ティティオステウス（英語版） - デボン紀[38]、ドイツ、板皮類
- ディプテルス（英語版） - デボン紀、スコットランド、肉鰭類[23]
- ディプノリンクス - デボン紀、オーストラリア・ドイツ、肉鰭類[39]
- ディプラカンタス（英語版） - デボン紀、南アフリカ共和国、棘魚類[40]
- ディプルルス - 三畳紀、アメリカ、肉鰭類[30]
- デルトプティキウス - 石炭紀、ヨーロッパ、軟骨魚類[3]
- テロドゥス - シルル紀、世界各地、無顎類[36]

## と
- ドリアスピス - デボン紀、ノルウェー、無顎類[28]
- ドレパナスピス - デボン紀、ドイツ、無顎類[28]
- ドリオダス（英語版） - デボン紀、カナダ、軟骨魚類[41]
- ドリプテルス - ペルム紀、イギリス・ドイツ、条鰭類[42]
- トリペレピス（英語版） - シルル紀、カナダ、無顎類[43]
- トリボーダス（英語版） - 白亜紀、ブラジル、軟骨魚類[26]
- トレマタスピス - シルル紀、エストニア、無顎類[8]

## に
- ニッポンアミア - 白亜紀、日本、条鰭類[32]

## の
- ノストレピス（英語版） - シルル紀、ヨーロッパ、棘魚類[44]
- ノテロプス（英語版） - 白亜紀、ブラジル、硬骨魚類[45]

## は
- ハイコウイクチス→ミロクンミンギア
- ハイネリア - デボン紀、アメリカ、肉鰭類[46]
- ハミルトニクチス（英語版） - 石炭紀、アメリカ、軟骨魚類[26]
- パラクルペア - 白亜紀、東アジア、条鰭類[32]
- ハルディスティエラ - 石炭紀、アメリカ、無顎類[1]
- パレオスピナックス（英語版） - ジュラ紀、ドイツ、軟骨魚類[26]
- パレクサス（英語版） - デボン紀、イギリス、棘魚類[47]
- パンデリクチス - デボン紀、ラトビア・ロシア、肉鰭類[13]
- バンドリンガ（英語版） - 石炭紀、アメリカ、軟骨魚類[26]

## ひ
- ピクノドス - ジュラ紀から白亜紀、ヨーロッパ・北アフリカ・レバノン、条鰭類[48]
- ヒネリア→ハイネリア
- ヒプソコルムス - 三畳紀からジュラ紀、イギリス・ドイツ、条鰭類[7]
- ヒボドゥス - ジュラ紀、ウズベキスタン、軟骨魚類
- ビルゲリア - 三畳紀、ノルウェー・グリーンランド・イタリア、条鰭類[24]
- ビンクティファー（英語版） - 白亜紀、ブラジル、硬骨魚類[49]

## ふ
- ファリンゴレピス - シルル紀、ノルウェー、無顎類[8]
- ファルカトゥス - 石炭紀、アメリカ、軟骨魚類[1]
- フォリドフォルス - 三畳紀、アフリカ・ヨーロッパ・南米、条鰭類[24]
- プチコダス - 白亜紀、世界各地、軟骨魚類[26]
- プテラスピス - デボン紀、イギリス・ベルギー、無顎類[28]
- プテリクチオデス - デボン紀、イギリス・オーストラリア、板皮類[22]
- プトマカントゥス（英語版） - デボン紀、イギリス、棘魚類[50]
- フルカカウダ - デボン紀、カナダ、無顎類[28]
- フレウランティア（英語版） - デボン紀、北米、肉鰭類[51]
- フレボレピス（英語版） - シルル紀、ヨーロッパ・北米・シベリア、無顎類[52]
- プロケファラスピス（英語版） - シルル紀、ヨーロッパ、無顎類 [44]
- プロトスフィラエナ - 白亜紀、北米、条鰭類[53]
- プロトセフルス（英語版） - ジュラ紀、中国、条鰭類[54]
- プロミッスム（英語版） - オルドビス紀、南アフリカ、無顎類[55]

## へ
- ペイピアオステウス（英語版） - 白亜紀、中国、条鰭類[31]
- ヘミキクラスピス - デボン紀、イギリス、無顎類[56]
- ヘテロステウス（英語版） - デボン紀[38]、ヨーロッパ・グリーンランド、板皮類
- ベランセア - 石炭紀、アメリカ、軟骨魚類[1]
- ベリコシプス - 白亜紀、イギリス、条鰭類[48]
- ヘリコプリオン - ペルム紀、ロシア・日本・オーストラリアなど、軟骨魚類[42]
- ペルレイドゥス - 三畳紀、中国・ロシア・マダガスカルなど、条鰭類[24]

## ほ
- ボトリオレピス - デボン紀、世界各地、板皮類[22]
- ホプロティキウス - デボン紀、世界各地、肉鰭類[13]
- ポリブランキアスピス - デボン紀、中国・ベトナム、無顎類[28]
- ホロプテリギウス（英語版） - デボン紀、ドイツ、肉鰭類[57]

## ま
- マウソニア - 白亜紀、モロッコ、肉鰭類[58]
- マテルピスキス（英語版） - デボン紀、オーストラリア、板皮類[26]

## み
- ミミア - デボン紀、オーストラリア、条鰭類[51]
- ミグアシャイア - デボン紀、カナダ、肉鰭類[12]
- ミクロブラキウス（英語版） - デボン紀、イギリス、板皮類[26]
- ミロクンミンギア - カンブリア紀、中国、無顎類[59]

## め
- メガマスタックス（英語版） - シルル紀[26]、中国、肉鰭類
- メサカンサス（英語版） - デボン紀、イギリス、棘魚類[47]
- メタスプリッギナ - カンブリア紀、カナダ、無顎類?[60]

## や
- ヤノステウス（英語版） - 白亜紀、中国、条鰭類[31]
- ヤモイティウス - シルル紀、イギリス、無顎類[36]

## ゆ
- ユーステノプテロン→エウステノプテロン
- ユーポロステウス（英語版） - デボン紀、中国、肉鰭類[61]
- ユーリノトゥス - 石炭紀、イギリス・アメリカ、条鰭類[35]
- ユーリフォリス - 白亜紀、ヨーロッパ・北アフリカ・レバノン、条鰭類[48]

## ら
- ラブドデルマ - 石炭紀、アメリカ、肉鰭類[3]

## り
- リコプテラ - ジュラ紀、中国・モンゴル、条鰭類[7]
- リノプテラスピス（英語版） - デボン紀、ドイツ、無顎類[62]
- リンコレピス（英語版） - シルル紀、ノルウェー、無顎類[63]

## る
- ルナスピス - デボン紀、ドイツ、板皮類[22]

## れ
- レピドテス - 前期ジュラ紀、ヨーロッパ、条鰭類[7]

## ろ
- ロガネリア - シルル紀、イギリス・ロシア・グリーンランド、無顎類[8]